# Liste der Listed Buildings in Port Glasgow
In dieser Liste sind sämtliche Baudenkmäler in der schottischen Stadt Port Glasgow in Inverclyde zusammengefasst. Die Bauwerke sind anhand der Kriterien von Historic Scotland in die Kategorien A (nationale oder internationale Bedeutung), B (regionale oder mehr als lokale Bedeutung) und C (lokale Bedeutung) eingeordnet. Derzeit gibt es in Port Glasgow vier Denkmäler der Kategorie A, 13 Denkmäler aus der Kategorie B und drei aus der Kategorie C.

## Denkmäler
| Name                                 | Typ                 | Lage                            | Kategorie | Eintrag | Bild                                 |
| ------------------------------------ | ------------------- | ------------------------------- | --------- | ------- | ------------------------------------ |
| Gourock Ropeworks                    | Industriebauwerk    | 55° 56′ 0,5″ N, 4° 40′ 54,3″ W  | A         | 40067   | Gourock Ropeworks                    |
| West Church                          | Kirche              | 55° 56′ 5,9″ N, 4° 41′ 45,1″ W  | B         | 40068   | West Church                          |
| St Andrew’s Church                   | Kirche              | 55° 56′ 3″ N, 4° 41′ 27″ W      | B         | 40070   | St Andrew’s Church                   |
| Municipal Buildings von Port Glasgow | Behörde             | 55° 56′ 5,1″ N, 4° 41′ 14,7″ W  | A         | 40071   | Municipal Buildings von Port Glasgow |
| Clune Park Church                    | Kirche              | 55° 55′ 54″ N, 4° 40′ 32″ W     | B         | 40072   | Clune Park Church                    |
| Clune Park School                    | Schulgebäude        | 55° 55′ 53,7″ N, 4° 40′ 30,2″ W | B         | 40073   | Clune Park School                    |
| Newark Parish Church                 | Kirche              | 55° 56′ 0,9″ N, 4° 41′ 36,3″ W  | B         | 40074   | Newark Parish Church                 |
| Jean Street School                   | Schulgebäude        | 55° 56′ 2,7″ N, 4° 41′ 44,4″ W  | B         | 40075   | Jean Street School                   |
| King George VI Club                  | Soziale Einrichtung | 55° 56′ 2,5″ N, 4° 41′ 19,9″ W  | B         | 40076   |                                      |
| 6–8 Newark Street                    | Wohngebäude         | 55° 55′ 56,2″ N, 4° 40′ 46,3″ W | B         | 40077   | 6–8 Newark Street                    |
| Broadfield Hospital                  | Krankenhaus         | 55° 55′ 42,2″ N, 4° 38′ 35,6″ W | A         | 40078   | Broadfield Hospital                  |
| Parkhill Farm                        | Bauernhof           | 55° 55′ 36,8″ N, 4° 38′ 3,9″ W  | B         | 40079   | Parkhill Farm                        |
| 49 Princes Street                    | Geschäftsgebäude    | 55° 56′ 3,5″ N, 4° 41′ 25,1″ W  | B         | 40081   | 49 Princes Street                    |
| West Quay                            | Hafenanlage         | 55° 56′ 13″ N, 4° 41′ 20,5″ W   | B         | 40084   | West Quay                            |
| Leuchtturm am West Quay              | Leuchtturm          | 55° 56′ 14,3″ N, 4° 41′ 25,2″ W | B         | 40085   | Leuchtturm am West Quay              |
| Perch Light                          | Leuchtturm          | 55° 56′ 15″ N, 4° 41′ 15,4″ W   | B         | 40086   | Perch Light                          |
| Speichergebäude am West Quay         | Speichergebäude     | 55° 56′ 11,5″ N, 4° 41′ 18,1″ W | C         | 40087   | Speichergebäude am West Quay         |
| Holy Family Roman Catholic Church    | Kirche              | 55° 55′ 43″ N, 4° 39′ 30,1″ W   | A         | 40088   | Holy Family Roman Catholic Church    |
| Glenpark House                       | Villa               | 55° 56′ 2,9″ N, 4° 42′ 4,7″ W   | C         | 46409   |                                      |
| Jean Street Railway Bridge           | Brücke              | 55° 56′ 5,1″ N, 4° 41′ 46,3″ W  | C         | 50127   | Jean Street Railway Bridge           |

- Karte mit allen Koordinaten:
- OSM |
- WikiMap